# Dichromodes stilbiata
Dichromodes stilbiata là một loài bướm đêm trong họ Geometridae.